# Orlando Beltrán Cuéllar
Orlando Beltrán Cuéllar (Neiva, Huila, 15 de diciembre de 1957) es un ingeniero y político colombiano. Fue secuestrado por la guerrilla de las Fuerzas Armadas Revolucionarias de Colombia - Ejército del Pueblo (FARC-EP), cuando se desempeñaba como representante a la Cámara por el departamento del Huila a nombre del Partido Liberal Colombiano, estando en su primer periodo como congresista.

## Biografía
Siendo estudiante de ingeniería en Bogotá, Beltrán Cuéllar se vinculó al Partido Liberal Colombiano, tiempo después, se lanzó a diputado por la Asamblea del Huila y también al Concejo de Neiva. Graduado en Bogotá de la Universidad Distrital Francisco José de Caldas. 
Beltrán Cuéllar fue presidente de las comisiones Quinta y de Paz de la Cámara, y cabildeó desde su curul por proyectos para beneficiar a los campesinos de su departamento como el Fondo Agrario.

### Secuestro
El 28 de agosto de 2001, Cuéllar viajaba en una camioneta en compañía de Augusto Rivera, Jesús María Rodríguez y César Augusto González. El viaje tenía como fin recorrer una finca en la zona cafetera del corregimiento de Silvania, municipio de Gigante, en el centro del departamento del Huila. Llegando a la cordillera Oriental, en el sitio llamado "Ventanas", integrantes del Frente 61 y la Columna Móvil Teófilo Forero de la guerrilla de las FARC-EP tenían una puesto de vigilancia. El automóvil fue interceptado por un comando guerrillero de las FARC-EP y tras conocer la identidad del congresista fue secuestrado, informándole que se trataba de un secuestro político.

#### Pruebas de supervivencia
La primera prueba de supervivencia que recibieron sus familiares, fue una carta escrita a mano por Beltrán Cuéllar, ocho meses después de su secuestro. La segunda prueba fue un vídeo que publicó el periodista Jorge Enrique Botero en agosto de 2003, cuando el periodista visitó campamentos guerrilleros bajo autorización del comandante guerrillero de las FARC-EP, alias "Mono Jojoy".

### Liberación
Beltrán Cuéllar fue liberado junto a Los ex congresistas Jorge Géchem Turbay, Luis Eladio Pérez y Gloria Polanco, tras una gestión realizada principalmente por el gobierno de Hugo Chávez y la senadora colombiana Piedad Córdoba. Las FARC-EP entregaron a los secuestrados a delegados del gobierno venezolano y del Comité Internacional de la Cruz Roja (CICR) en el departamento del Guaviare, sur de Colombia.
Al llegar a Caracas, en rueda de prensa, se declararon favorables al despeje militar de los municipios de Pradera y Florida para que las FARC-EP pudieran negociar un "acuerdo humanitario".

## Familia
Beltrán Cuéllar está casado con Dayanira Ortiz, notaria del Círculo de Neiva. Tienen dos hijos: Hugo Felipe y Nicolás.